# Missa de Notre Dame

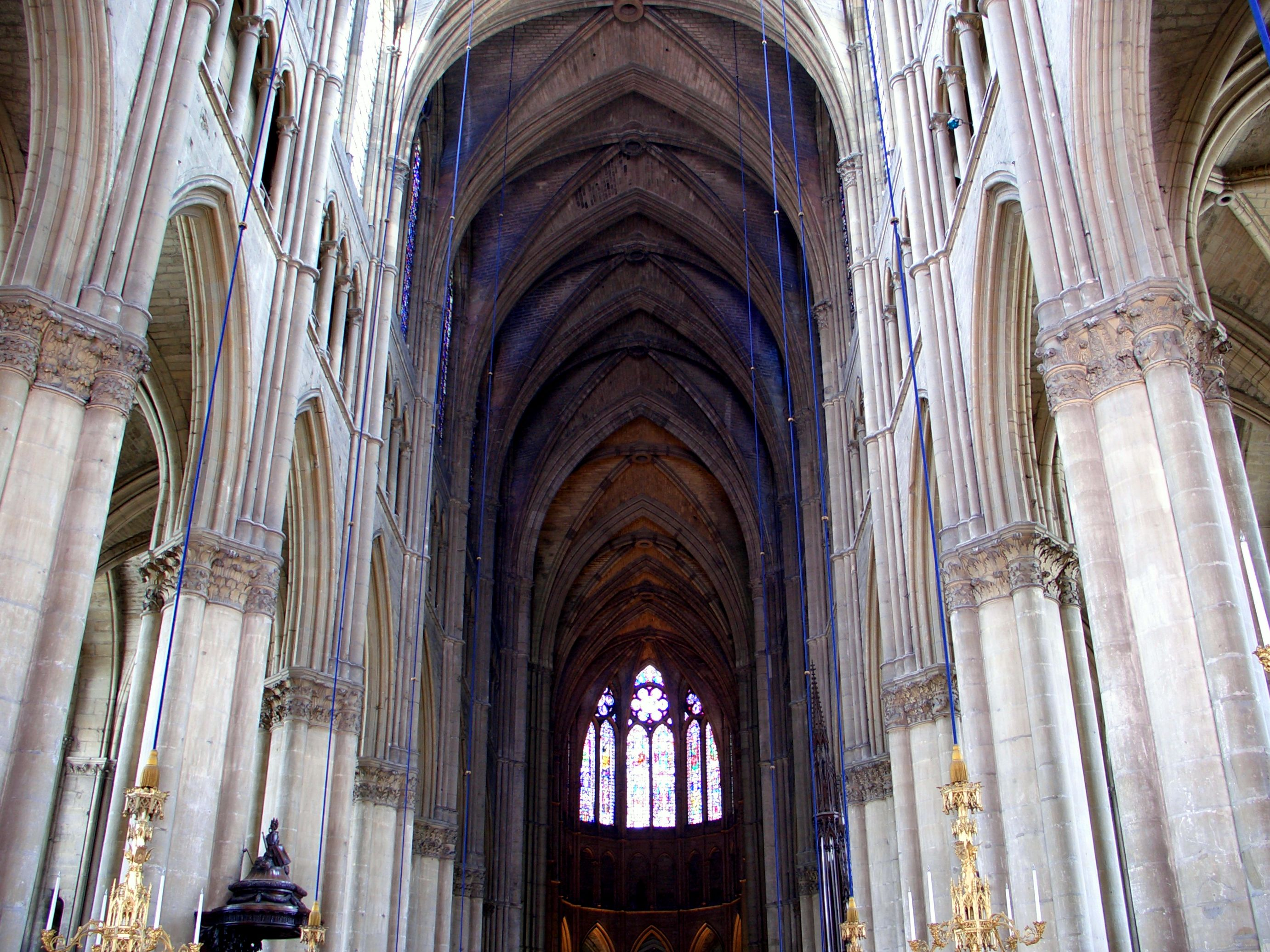
Interior da Catedral de Notre-Dame de Reims, local onde se interpretava a missa

A Missa de Notre Dame (Messe de Notre Dame) é uma missa polifónica composta pelo poeta, músico e clérigo francês Guillaume de Machaut, para a Catedral de Notre-Dame de Reims.
Composta antes de 1365, a Missa de Notre Dame é uma das obras mestras da música medieval e de todo o repertório religioso. Para além disso, é a composição mais antiga do ordinário da missa devida a um único compositor.
Desconhece-se a circunstância específica para a qual foi composta a obra. Cabe referir que persiste uma infundada lenda que a atribui à coroação do rei Carlos V de França em 1364. Para além das conjecturas, o claro é que deve ter tido uma conotação de particular solenidade.
A Missa é constituída por cinco partes: Kyrie, Gloria, Credo, Sanctus e  Agnus Dei, seguidas pela peça final Ite missa est. Às três vozes que eram habituais nas obras polifónicas da época, Machaut adicionou uma quarta voz para contratenor. 
Ao considerar o ordinário da missa como uma unidade musical, rompe com o costume de seleccionar fortuitamente as diferentes partes deste a serem interpretadas durante o serviço religioso. Esta unidade se logra principalmente a partir da homogeneidade estilística mais que por qualquer recurso musical propriamente dito.
As partes do Gloria e do Credo são compostas num estilo silábico (uma sílaba por cada nota), provavelmente devido ao tamanho dos seus textos.
Não é possível saber de maneira certa a forma em que devia ser executada a obra. No entanto é muito provável que todas as vozes tenham sido dobradas por instrumentos. Esta tese é sustentada devido ao estilo melódico do contratenor, à presença de breves interlúdios no Gloria e Credo para o tenor e contratenor e a carência de texto para essa voz em algumas das versões manuscritas da  missa, o que abre também a possibilidade de que essas vozes tenham sido executadas exclusivamente de forma instrumental, pelo menos durante alguns episódios da obra.
Kyrie da Missa de Notre-Dame (versão instrumental)